# Skandinavisk-baltiska mässan
Skandinavisk-baltiska mässan (även Baltiska mässan) var en mässa som hölls i Stockholm  1925–1926. 
Den 6 december 1924 hölls konstituerande bolagsstämma för AB Skandinavisk-baltiska mässan. Syftet var att i Stockholm årligen anordna en varumässa med utställare från de nordiska och baltiska länderna samt Ryssland. Till styrelseordförande valdes grosshandlare Mårten Liander samt till verkställande direktör och kommissarie direktör Ivar Sjöberg (1886–1925). Vidare tillsattes en särskild mässkommitté av representativa personer. Stockholms stadskollegium beviljade ett bidrag av 25 000 kronor till reklamverksamheten för mässan, då den enligt kollegiets mening kunde bli av ekonomisk betydelse för Stockholm genom de förbindelser, som därigenom knöts med de baltiska länderna, och genom besöken vid mässan med därav följande ökad omsättning för firmor och andra. Den 29 mars 1925 företog kapten Arvid Flory, löjtnant Einar Christell och mässans representant Otto Landelius med flottans flygbåt en resa till Estland, Lettland, Litauen och Polen med syfte att göra propaganda för mässan.
Mässan hölls första gången på Östra Reals och Norra Reals läroverk samt Engelbrekts folkskola den 14–21 juni 1925, i vilken deltog Sverige, Danmark, Norge, Finland, Estland, Lettland, Litauen, Ryssland och Polen (584 svenska och 110 utländska utställare). Andra gången hölls mässan den 14–20 juni 1926 på Vasa Reals läroverk och Adolf Fredriks folkskola, i vilken deltog Sverige, Finland, Norge, Danmark, Estland, Lettland, Polen (rikast representerat av de utländska staterna) och den fria staden Danzig. Mässan inställdes 1927 på grund av svårigheter att finna lämpliga lokaler. Detta trots att en framställning ingivits till regeringen om statens hjälp för anskaffande av lämpliga utställningslokaler och liknande framställning har även gjorts till de kommunala myndigheterna.